# Carlos Athié
Carlos Athie (México, D. F., 27 de febrero de 1987) es un actor mexicano.

## Biografía
Es considerado uno de los mejores actores latinos del momento por su versatilidad y expresión escénica; interpretando protagónicos opuestos, desde un adicto a la cocaína en La ruta blanca (Alejandro Sandoval) que fue producida por Caracol Televisión y Cadenatres, como el pícaro espalda mojada en Una maid en Manhattan de la cadena Telemundo" interpretando el papel de "Lucas", pasando por el oscuro personaje bisexual en Las trampas del deseo hasta un arquitecto ingenuo en la tele-serie dirigida por Fernando Sariñana Amor sin reserva. En 2015 regresa a Televisa para Antagonizar: Que te perdone Dios, con un personaje entrañable y complejo "Max Zarazúa" que pasa de ser un villano superficial a convertirse en un ser humano de luz redimido debido a la leucemia. En 2016 Fundó su propia productora “Cariño Films” donde se dedican a la producción de contenido para T.V, cine y teatro. Realizó una serie documental de entrevistas con gente que mueve al mundo titulada "Athié Entre Nos". En 2017: Participó con Rosy Ocampo interpretando a Porfirio Pineda "El Barón” en La doble vida de Estela Carrillo . Realizó una actuación especial en la telenovela Mi adorable maldición y Antagonizó la serie de comedia de Sony para Televisa Falsos Falsificados interpretando a un divertido enamorado "Marcos López Barriga". Ese mismo año estrena en el Foro Lucerna la exitosa obra de teatro 3 Roomies donde interpreta a un Mirrey "Luis". En 2018 estelariza la serie biopic José José, el príncipe de la canción. Transmitida en Netflix y Telemundo. Realiza una participación en Club de Cuervos y estelariza una Serie para Imagen Tv “La Taxista". Participó en 2021 en la primera temporada de la serie La venganza de las Juanas, que se estrenó en Netflix el 6 de octubre del 2021 donde interpreta a Tomás.

## Trayectoria
| Telenovelas | Telenovelas                          | Telenovelas                       | Telenovelas                 |
| Año         | Título                               | Papel                             | Notas                       |
| ----------- | ------------------------------------ | --------------------------------- | --------------------------- |
| 2011-12     | Una maid en Manhattan                | Lucas González                    | Reparto                     |
| 2012        | La ruta blanca                       | Alejandro Sandoval                | Protagonista                |
| 2013-14     | Las trampas del deseo                | Jonás                             | Actuación Especial          |
| 2014        | Amor sin reserva                     | Esteban Martínez                  | Estelar                     |
| 2015        | Que te perdone Dios                  | Maximilliano "Max" Zarazúa Contes | Presentación Estelar        |
| 2016        | Simplemente María                    | Ulises Mérida                     | Actuación Especial          |
| 2017        | Mi adorable maldición                | Ernesto Verdoso                   | Actuación Especial          |
| 2017        | La doble vida de Estela Carrillo     | Porfirio Pineda "El Barón"        | Actuación Especial          |
| 2018        | José José, el príncipe de la canción | Pedro Salas                       | Reparto                     |
| 2018        | Sin miedo a la verdad                | Ricardo Muridíaz                  | Cap. "Despedida de soltera" |
| 2018        | La taxista                           | Maximiliano Olvera                | Actuación Especial          |
| 2019        | Un poquito tuyo                      | Mateo Jiménez                     | Reparto                     |
| 2021        | La venganza de las Juanas            | Tomás                             | Reparto                     |
| 2022-23     | Esta historia me suena               | Cesar                             | Episodio. "Juegos de amor"  |
| 2022        | Un día para vivir                    | Aarón                             | Episodio. "En la cornisa"   |
| 2022-23     | Cabo                                 | Ernesto Castillo                  | Reparto                     |

| Teatro | Teatro             | Teatro   |
| Año    | Título             | Papel    |
| ------ | ------------------ | -------- |
| 2016   | Ojos Abiertos      | Amarillo |
| 2016   | Taking Shakespeare | Mau      |
| 2017   | Tres Roomies       | Luis     |